# Prudencio Cazales
General Prudencio Cazales "El Míster" fue un militar mexicano de origen cubano que participó en la Revolución mexicana. A principios de 1912 llegó a Tlaltizapán, Morelos, asiento del Cuartel general zapatista, como reportero de un periódico capitalino. Al ser atacado un tren militar en Ticumán, en el que murieron un par de fotógrafos y periodistas, Cazales atendió a los heridos, por lo que Emiliano Zapata le confirió un puesto de médico entre las fuerzas morelenses. Cazales estudió la vida de Zapata, comprendiendo la lucha desigual contra las fuerzas federales. Cazales muchas veces expuso su vida por la de los heridos en combate, alcanzando el grado de general. Murió en la Ciudad de México el 9 de octubre de 1949.